# Johannes Acronius Frisius
Pour les articles homonymes, voir Frisius.
Johannes Acronius Frisius, né probablement en 1520 dans le village frison d'Akkrum et mort le 18 octobre 1564 à Bâle, est un savant, médecin, astronome et mathématicien hollandais.
D'après le Dictionnaire historique de la Suisse, « [r]ien ne justifie l'identification habituelle d'A[cronius] avec le philologue et botaniste Johannes Atrocianus ».

## Biographie
Ayant étudié dès 1542 à Bâle, Johannes Frisius obtient en 1545 son diplôme de baccalauréat, et sa maîtrise ès arts en 1547. Il exerce cette année-là en tant que professeur de mathématiques, puis à partir de 1549 comme professeur de logique à l'Université de Bâle. En 1551, il épouse Verena Suracher. En 1561, il publie un ouvrage sur les comètes. En 1564, il obtient son doctorat en médecine. Plus connu au travers de ses œuvres d'astronomie et de mathématiques que par sa poésie latine et ses ouvrages humanistes, il meurt de la peste après avoir donné dans un livre un florilège des pensées et aphorismes de son ami David Joris.

## Œuvres
- De motu terrae
- De sphaera
- De astrolabio et annuli astronomici onfectione
- Cronicon und Progrosticon astronomica
- Dauid Georgen ausz Holand dess Ertzkätzers warhafftige Histori..., ar Hieronymum Curionem à Bâle, 1559
- Miraculorum quorundam et eorundem effectuum descriptio, 1561

## Sources
« Acronius, Johannes » dans le Dictionnaire historique de la Suisse en ligne.